# Caproni Ca.311
Ca.311 Caproni – włoski lekki samolot transportowy i bombowy z okresu II wojny światowej. Wyprodukowano 335 egzemplarzy.

## Historia
Caproni Ca.311 był wersją rozwojową Ca.310. Samolot bardzo przypominał Bristol Blenheim oraz Breguet Bre.482. Poprawionym elementem było oszklenie kabiny pilotów, z której była bardzo dobra widoczność. Samolot był całkowicie wykonany z metalu (tak jak cała rodzina samolotów Caproni). Tylko do kilku elementów użyto drewna.
Uzbrojenie samolotu stanowiły trzy karabiny maszynowe kal. 7,7 mm. Maszyna mogła zabrać na pokład 400 kg bomb.

## Eksploatacja
Ca.311 został wprowadzony na miejsce dwupłatowców IMAM Ro.37. Pierwsze samoloty trafiły do Afryki Północnej w 1940 roku. Eksploatacja wykazała zbyt niską moc silnika oraz ogólną zawodność maszyny. Zadowalająca była tylko zwrotność samolotu.
Samoloty tego typu otrzymało sześć grup rozpoznania lotniczego (Gruppi osservazione Aerea) stacjonujących w Afryce Północnej. Samoloty te również brały udział w działaniach froncie wschodnim i na Bałkanach.
Pod koniec wojny dużo samolotów tego typu znajdowało się w szkółkach lotniczych. Część maszyn przekazano lotnictwu jugosłowiańskiemu.

## Literatura
- Taylor Michael JH, Jane's Encyclopedia of Aviation, Londyn: Editions Studio, s. 237.